# Dupna (skała)

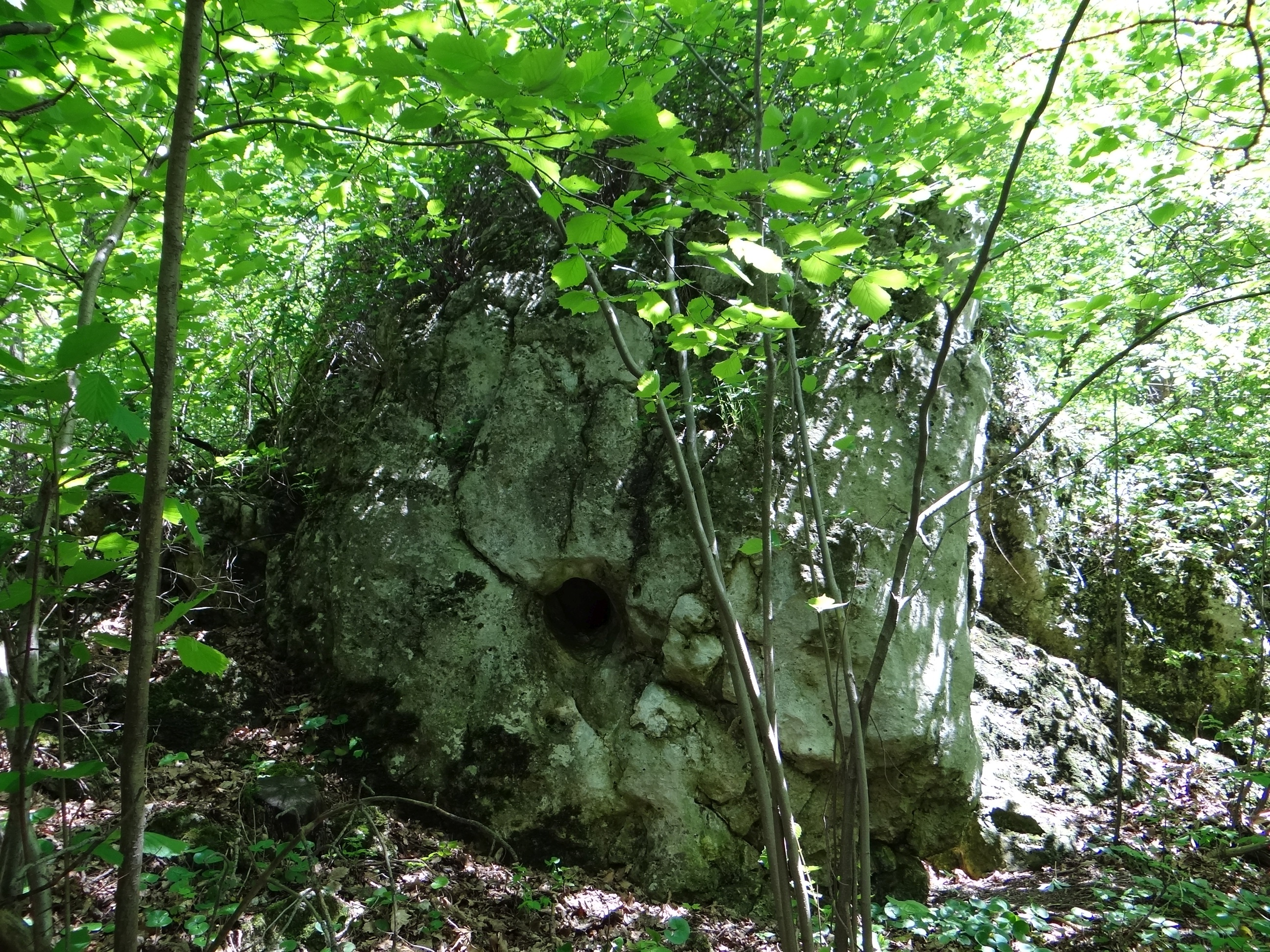

Dupna – grupa skał w miejscowości Bębło w województwie małopolskim, w powiecie krakowskim, w gminie Wielka Wieś. Znajduje się w lesie na zachodnich stokach Łabajowej Góry, w lewych zboczach Doliny Będkowskiej. Ma postać skalnego grzebienia opadającego wzdłuż stoku.
Na Łabajowej Górze są jeszcze dwie inne skały: Stumilowy Kras i Place.